# Sound Cellar
 (février 2025).
Sound Cellar est un groupe de rock indépendant français formé en 2021 à Dole (Jura).
Le groupe est composé de Sarah Boichut (chant), Thomas Da Mota (guitare), Cléo Delbos (basse) et Adélie Rossignol (batterie). Leur style musical est décrit comme un "audacieux mélange de pop et de rock infusé de soul".
Le groupe s'est formé en Bourgogne-Franche-Comté, dans la ville de Dole (Jura). Les quatre membres du groupe, alors au lycée Charles Nodier, ils ont été formés aux Caves de Dole, le département des musiques actuelles du conservatoire.
Parallèlement à sa carrière musicale, la batteuse Adélie Rossignol suit, depuis 2023, une licence de sociologie à l'Université Marie et Louis Pasteur à Besançon.

## Récompenses et projets musicaux
Dès ses débuts le groupe est accompagné par le Moulin de Brainans, une scène de musiques actuelles jurassienne. Sound Cellar a notamment été lauréat du Jura All Star en décembre 2022, une soirée qui met la lumière sur les jeunes artistes jurassiens.
En octobre 2022, le groupe représente la Bourgogne-Franche-Comté au concours Imagine Music Experience, un concours de la jeunesse musicale internationale. Qualifiés pour représenter la France pour la final du concours en 2023, les membres de Sound Cellar se rendent à Bruxelles, en Suisse. En décembre 2023, ils gagnent la première place et remportent un chèque de 1500€ ainsi qu'un accompagnement musical,.
En décembre 2023 Sound Cellar est de nouveau lauréat du Jura All Star et fait la première partie de la chanteuse Izïa Higelin au Boeuf sur le Toit, une salle de concert située à Lons-Le-Saunier (Jura).
Le 31 mai 2024, Sound Cellar participe au festival Rockalissimo, un festival de musiques en plein air situé à Saint-Aubin (Jura),.
Le 28 juin 2025, le groupe fait également la première partie du chanteur Keziah Jones à Lons-le-Saunier’.
Sound Cellar a actuellement trois chansons publiées sur leur chaine youtube : I AM, White Rabbit et October Night. Le groupe essaie de faire enregistrer un EP qui serait diffusé sur toutes les plateformes. Leur premier single, I AM, est sorti le 4 avril 2025, enregistré avec le studio Franc-Comtois Le Zèbre. 

## Sources
1. 1 2 3  « Soundcellar remporte la finale internationale d'Imagine 2023 | JM France », sur www.jmfrance.org (consulté le 6 février 2025)
2. 1 2  « Un jeune groupe de rock dolois va représenter la France à Bruxelles », sur actu.fr, 11 février 2023 (consulté le 6 février 2025)
3. ↑  « Jura All Star », sur Le Moulin de Brainans, Scène de Musiques Actuelles du Jura (consulté le 6 février 2025)
4. ↑   [vidéo] « Imagine Music Experience : International Final 2023 », Imagine Music Experience, 16 décembre 2023, 195:43 min (consulté le 6 février 2025)
5. ↑  Salle de concert le Boeuf sur le toit (Lons-le-Saunier), « Concert d'Izïa Higelin au Boeuf sur le toit (décembre 2023) », sur Le Boeuf sur le toit (Lons-Le-Saunier), décembre 2023 (consulté le 6 février 2025)
6. ↑  « Soundcellular - Rockalissimo - 31 mai 2024 », sur Rockalissimo (consulté le 6 février 2025)
7. 1 2  « Soundcellar », sur www.energiejeune.fr (consulté le 6 février 2025)
8. ↑   [vidéo] « Soundcellar en première partie de Keziah Jones ! #lonslesaunier #allyouneedislons », Lons-le-Saunier, 25 avril 2025, 0:24 min (consulté le 13 août 2025)
9. ↑  « Jura. Grosse ambiance au stade de Lons pour le concert de Keziah Jones », sur www.leprogres.fr, 29 juin 2025 (consulté le 13 août 2025)
10. ↑  « SOUNDCELLAR », sur YouTube (consulté le 6 février 2025)